# Dorotea Bussani
Répertoire
- Despina dans Cosi fan tutte
- Cherubino dans Les Noces de Figaro
- Fidalma dans Il matrimonio segreto

Dorotea Bussani née Sardi (1763-après 1810) est une chanteuse d'opéra (soprano) autrichienne. 

## Biographie
Dorotea Sardi naît à Vienne en 1763. Elle est la fille de Charles de Sardi, professeur à l'Académie militaire de Vienne.
Elle se marie le 20 mars 1786 avec Francesco Bussani.
Comme chanteuse, Dorotea Bussani se spécialise dans l'opéra bouffe et fait ses débuts en 1786 en créant le rôle de Cherubino dans Les Noces de Figaro de Mozart,. 
À la scène, elle est la créatrice de plusieurs autres rôles : 
- Ghita dans Una cosa rara de Martín y Soler (1786 )[1] ;
- Despina dans Così fan tutte de Mozart (1790)[1],[2] ;
- Fidalma dans Il matrimonio segreto de Cimarosa (1792)[1].

En 1795, Dorotea Bussani se rend à Florence et dans la décennie suivante chante en Italie, avant de se produire à Lisbonne entre 1807 et 1809, puis au King's Theatre de Londres. 
Elle meurt après 1810. 